# クァンガイ陸軍中学

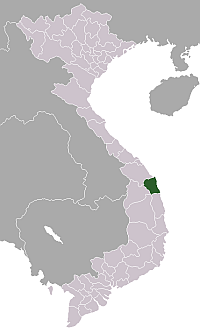
クァンガイ陸軍中学所在地

クァンガイ陸軍中学（クァンガイりくぐんちゅうがく、Trường Lục quân trung học Quảng Ngãi）は、ベトナム独立戦争中の1946年6月1日にベトナム・クアンガイ省クアンガイにグエン・ソン将軍を校長とし、第5戦区上級軍事幹部ドアン・クエを政治委員として設立されたベトナム初の本格的な陸軍士官学校である。

## 概要
近代戦の知識と技術を持つ中・上級幹部の不在に苦しんでいた衛国軍（1947年から人民軍）のホアン・ヴァン・タイ総参謀長が戦争の長期化を予想して、それまでの短期教育（1カ月程度）では不十分と考えて設立を計画したものとされている。また、戦死した井川省少佐の遺志に沿って中原光信少尉がグエン・ソン将軍に進言しホアン・ヴァン・タイ参謀総長に要請したともされている。同時期にソンタイにもチャン・クォック・トアン武備学校も設立された。
クァンガイ陸軍中学の生徒は、部隊または共産党支部の推薦を受けた中学校（少数民族は小学校）卒業または実戦経験のある者で入学試験に合格した10代後半から20代前半の約400人の男子であった。
生徒は4つの大隊に分かれ、各大隊には指導教官1名、助教官1名、通訳1〜2名が配属された。教官は教練（実技指導を伴う講義）を担当、副教官は指導内容の実演（戦闘における動作など）や戦場生活に必要な雑知識の伝授を担当した。
教官・助教官と医務官は全員旧日本陸軍将校・下士官で構成された。
第1大隊
教官 谷本喜久男少尉（ベトナム名ドン・フン(董雄)、独立混成第34旅団情報将校）
副教官 青山浩軍曹（チン・クァン(陳浩)）
第2大隊
教官 中原光信少尉（グエン・ミン・ゴック(阮明玉)、独立混成第34旅団情報将校）
副教官 大西某（通称クァン）
第3大隊
教官 猪狩和正中尉（ファン・ライ(潘來)、第2師団歩兵第29連隊第3大隊第9中隊長）
副教官 柳沼利伝治上等兵（ヴァン、第2師団歩兵第29連隊）
第4大隊
教官 加茂徳治中尉（ファン・フエ(潘惠)、第2師団歩兵第29連隊第3大隊第9中隊第2小隊長）
副教官 峰岸貞意兵長（チャン・クォック・ロン(陳國隆)、第2師団歩兵第29連隊）
医務官
酒井秀雄上等兵（レ・チュン(黎注)、第2師団野砲兵第2連隊）
クァンガイには石井卓雄少佐によって、民兵出身の小・中隊長級指揮官に再訓練を施すクァンガイ軍政学校も設立されている。トゥイホア付近のナンソン村にもクァンガイ陸軍中学を模倣して、石井卓雄少佐を中心とした日本人教官によってトゥイホア陸軍中学が設立されている。　

## 出身者
- ホー・デー中将
- ファン・タイン（ベトナム語版）少将
- ルオン・ヴァン・ヌォイ少将（第3大隊生徒）
- ドー・ツー・クオン大佐（第3大隊生徒）
- チャン・ディン・マイ大佐（後に参謀本部第1局長）
- レ・カック・フィン大佐
- チャン・ツー・キン大佐（第4大隊生徒）
- タイ・ヴー 作家